# Ungarns krone
Ungarns krone (ungarsk Magyar Szent Korona, tysk Stephanskrone, kroatisk Kruna svetoga Stjepana, latin Sacra Corona), også kaldt St. Stefanskronen, er Ungarns kongekrone og regnes i dag som et af Ungarns statssymboler, til trods for at landet er en republik. Kronen er også kendt som den eneste kendte krone i dag, som er anset for hellig.
Karl 4. var den sidste som blev kronet med denne krone, hvilket fandt sted den 30. december 1916. I 1946 blev Ungarn en republik. Fra 1951 blev kronen opbevaret i USA, men ført tilbage til Ungarn igen i 1978. Siden 2001 har det været muligt at se kronen i det ungarske parlament.

## Oprindelse
Der findes mange teorier angående kronens oprindelse, hvoraf nogen karakteristiske træk går igen i nogen af teorierne. Man anser at kronen består af to dele, en øvre og en underlagt denne. Sidstnævnte har inskriptioner på græsk, mens den øvre har inskriptioner på latin. Sandsynligvis stammer den nederste del fra Østromerriget, mens den øvre del kommer fra Romerriget.
En anden teori er at kronen er kong Stefan den Helliges krone, deraf navnet St. Stefans krone. Han fik den enten i gave fra pave Silvester 2. i 1001, eller bestilte den fra Georgien. Kronen har gennem historien tilhørt 55 ungarske konger. Der var imidlertid to konger som ikke blev kronet med denne krone: Siegmund 2. Johan og Josef 2..